# Cultura di Rinaldone
Con l'espressione cultura di Rinaldone, si intende un fenomeno culturale di carattere quasi del tutto funerario diffusosi in Toscana e nel Lazio centro-settentrionale  (area "nucleare" e gruppo Roma-Colli Albani), nelle Marche (entroterra di Ancona) e in Umbria durante l'eneolitico, intorno alla metà del IV e per buona parte del III millennio a.C.. Prende il nome dalla località di Rinaldone presso Montefiascone, in provincia di Viterbo, dove fu effettuato il primo rinvenimento di tombe a grotticella.

## Cultura materiale

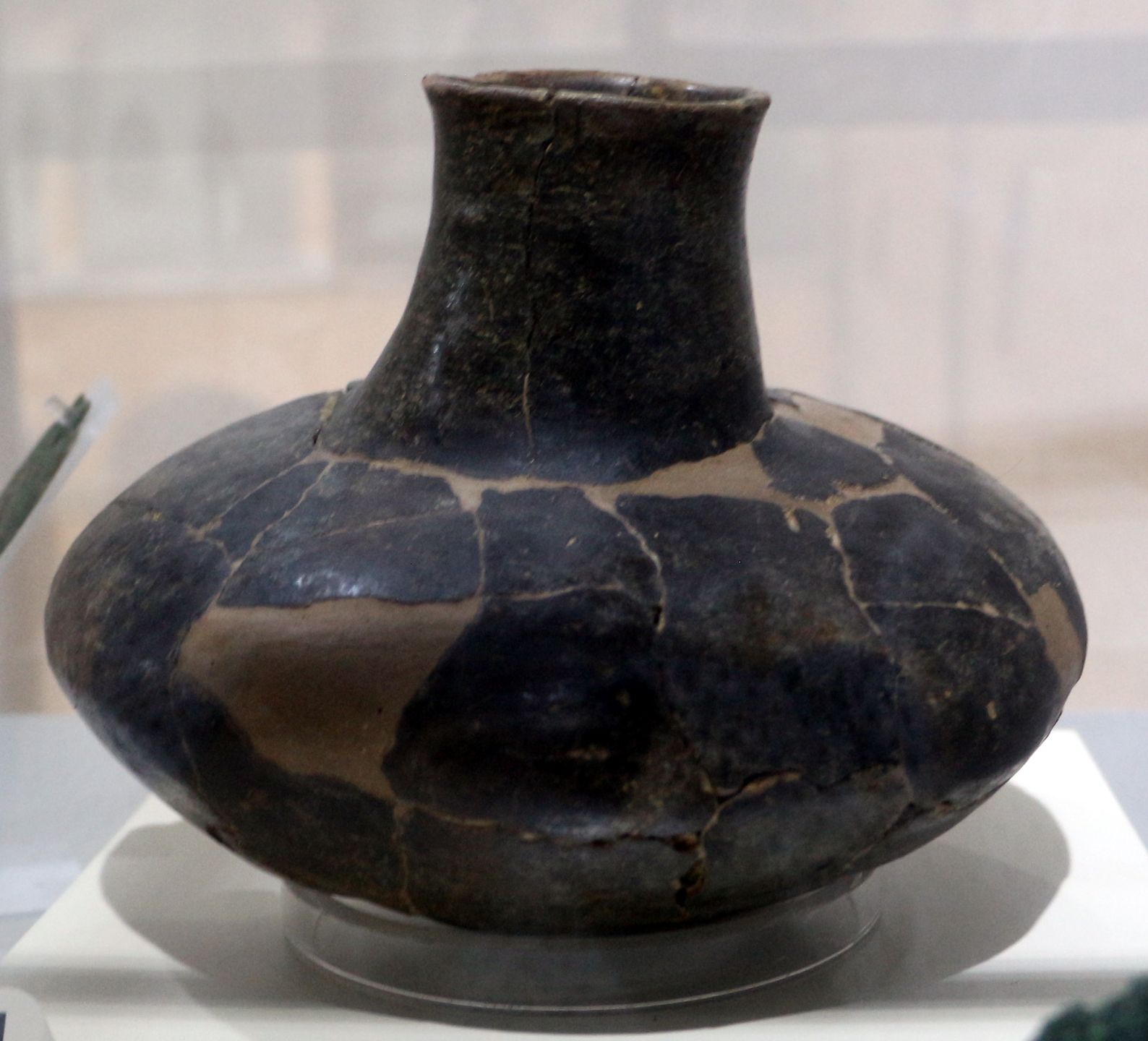
Vaso a fiasco, Marsciano

Sono stati rinvenuti vasi a fiasco, scodelle, ciotole e altre forme ceramiche e un considerevole numero di armi fra cui teste di mazza, punte di freccia e di lancia e pugnali. Inoltre elementi decorativi quali collane di antimonio, perle di osso e argento, e pendagli di steatite.

## Usi funerari
Di quel periodo si conosce anche la tecnica di sepoltura, che prevedeva l'utilizzo di tombe a forno o a grotticella, solitamente chiuse. Uno dei contesti funerari più noti appartenenti a questa cultura è la cosiddetta "tomba della vedova" scoperta nel 1951 a Ponte San Pietro presso Ischia di Castro (VT); la tomba è costituita da una cameretta circolare di 2,70 per 2,25 m, a volta curva, nella quale erano sepolti un uomo di alto rango di circa 30 anni, con un ricco corredo di ceramiche, armi in selce e in rame, e una giovane donna. In un primo momento si ritenne che la donna venne uccisa con un colpo al capo alla morte dell'uomo. Successivamente il riesame del contesto ha invece portato a escludere questa prima ipotesi: infatti, i danni rinvenuti sul cranio della donna sono l'opera di roditori. La presenza di tracce di cinabro sul cranio dell'uomo, inoltre, fornisce l'indizio di una riapertura della sepoltura.

## Sviluppi
Nel periodo più tardo compaiono all'interno di questa cultura elementi "estranei" come il vaso a forma di campana, tipico della cultura del vaso campaniforme, segno forse del sopraggiungere di nuovi gruppi umani.

## Genetica
Uno studio genetico pubblicato su Science nel novembre 2019 ha esaminato i resti di un maschio proveniente da un sito eneolitico, situato nel Lazio meridionale ai piedi dei Monti Ausoni, dove sono stati ritrovati oggetti appartenenti sia alla cultura di Rinaldone che a quella del Gaudo; fu sepolto nel territorio del comune di Monte San Biagio, tra il 3500 a.C. e il 2500 a.C., e aveva l'aplogruppo paterno del cromosoma Y H2 (P96), trovato nell'Anatolia neolitica e in più culture neolitiche dell'Europa (Serbia, Ungheria, Spagna) e l'aplogruppo materno del DNA mitocondriale era N1a1a1a3, trovato in molte culture neolitiche europee. Il suo DNA autosomico era un misto di ascendenza dovuta ai primi agricoltori europei (85%) e ai cacciatori-raccoglitori occidentali (15%), una composizione ancestrale molto simile ad altri campioni dell'età del rame dall'Italia e dal resto dell'Europa, compresi quelli della cultura di Remedello dell'Italia settentrionale.

## Galleria d'immagini

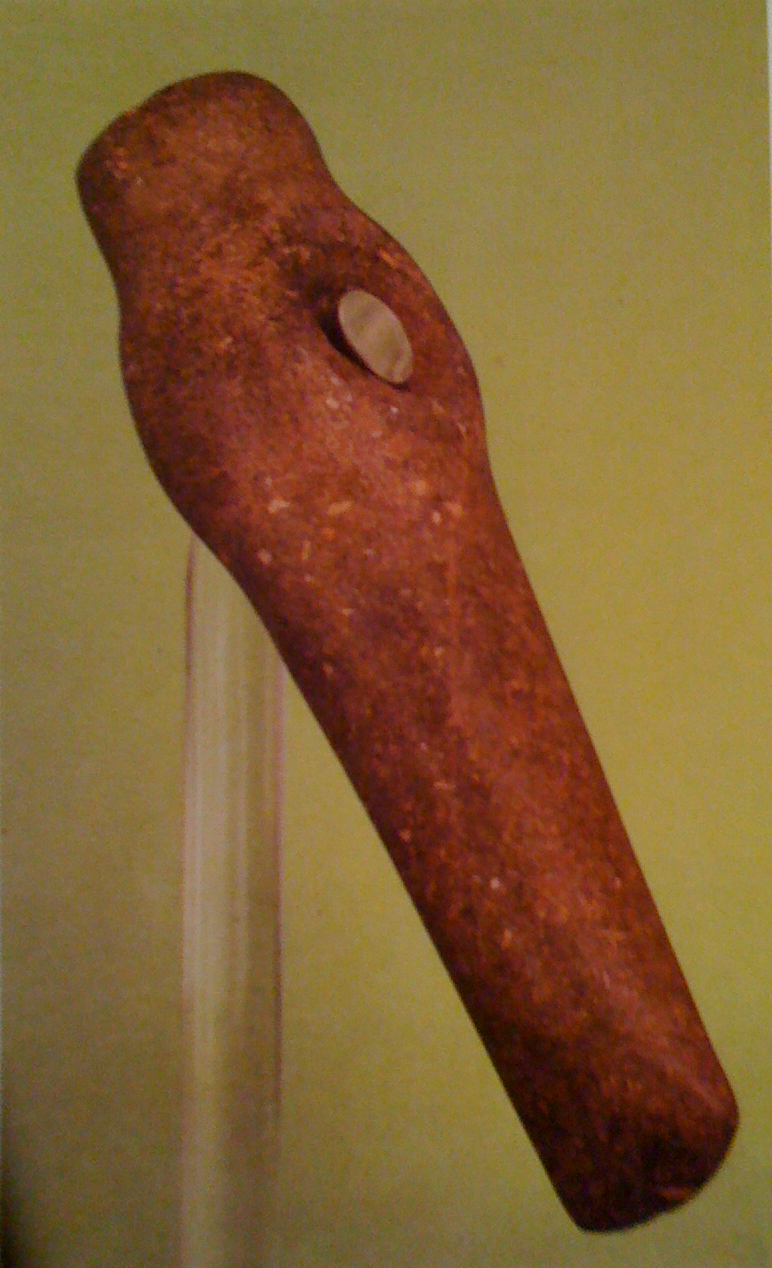
Ascia-martello da Rinaldone
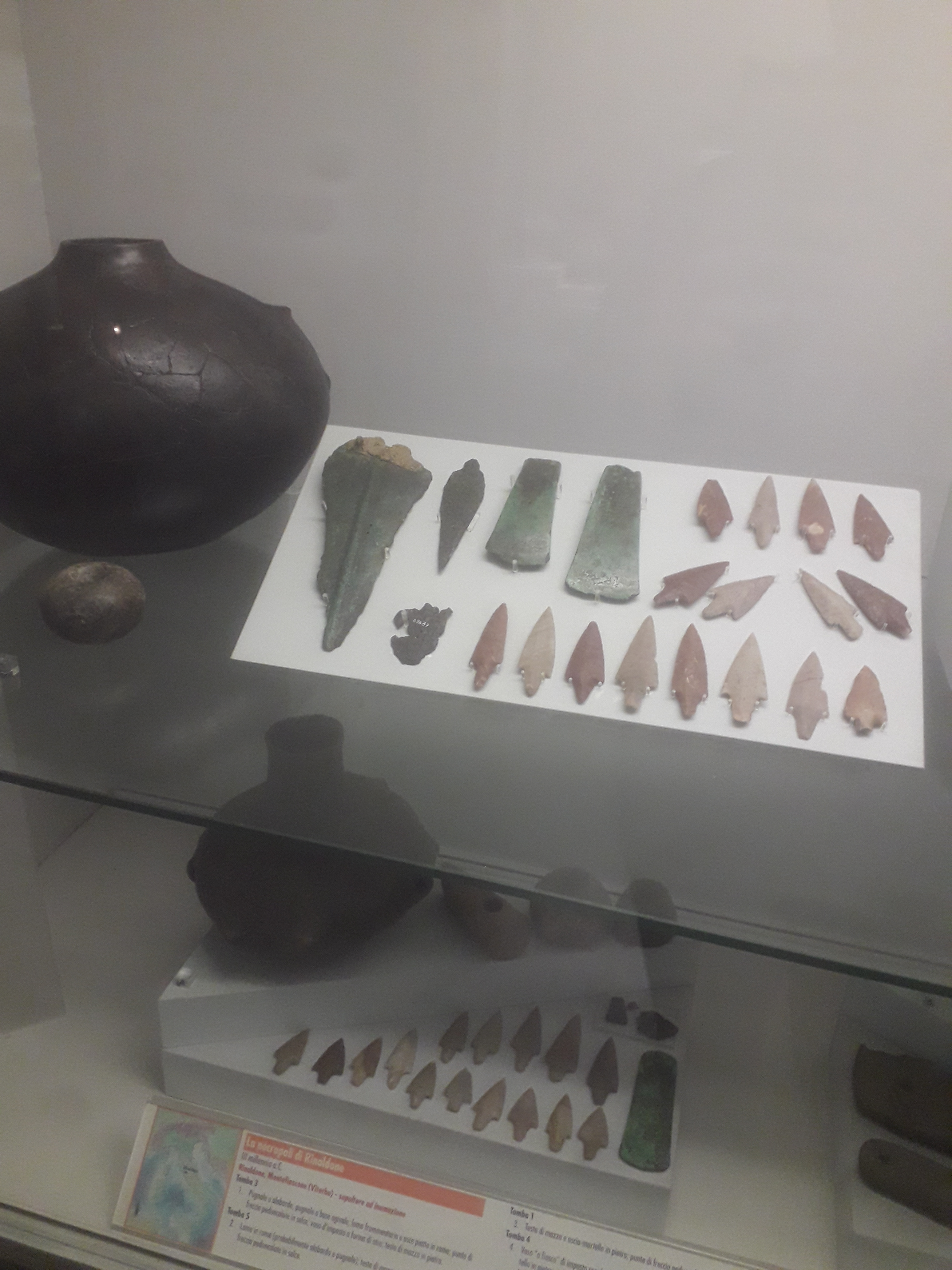
Oggetti di cultura materiale rinaldoniana, Museo nazionale preistorico etnografico Luigi Pigorini
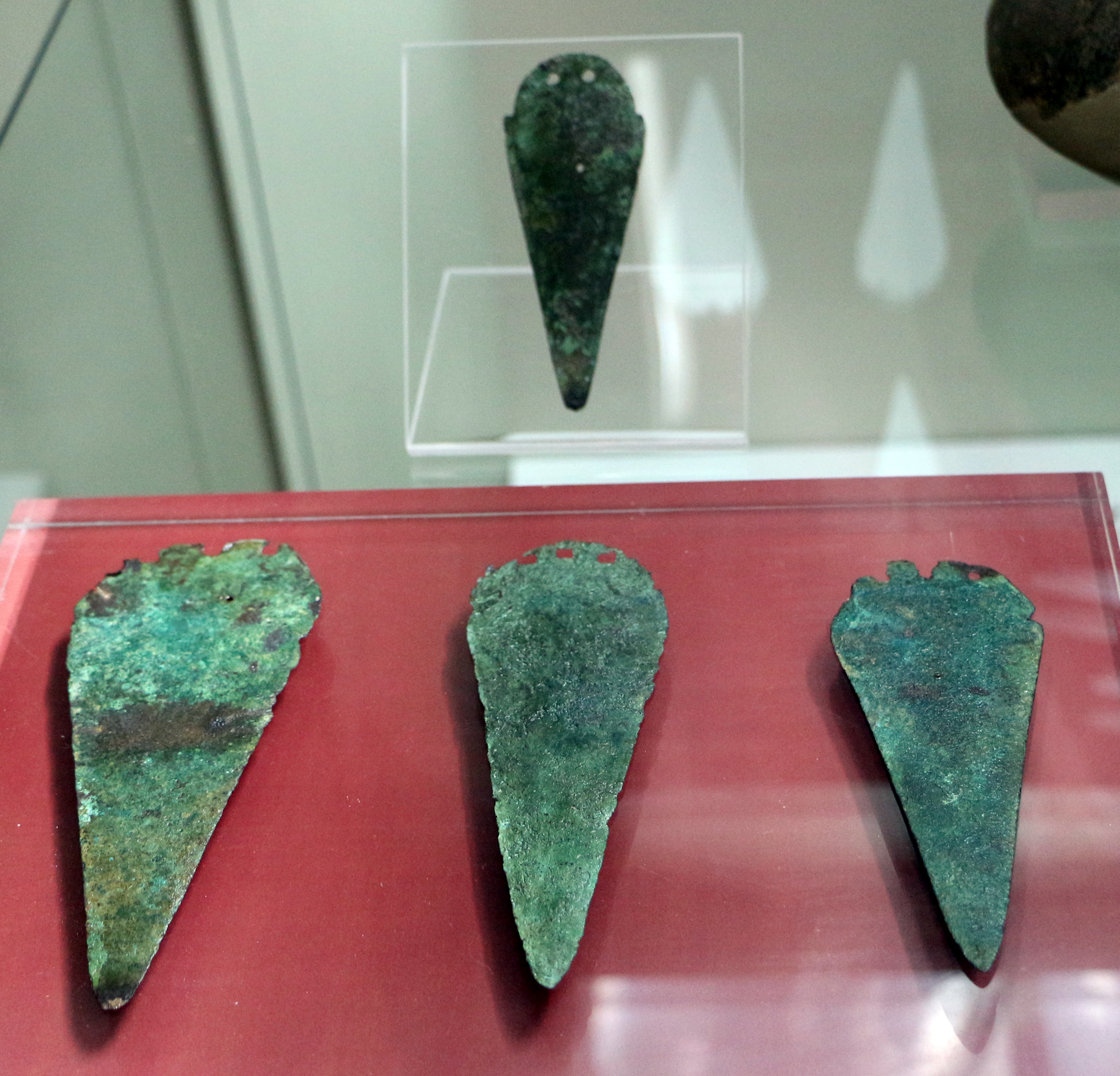
Pugnali dalla necropoli di Pianizzoli, Massa Marittima
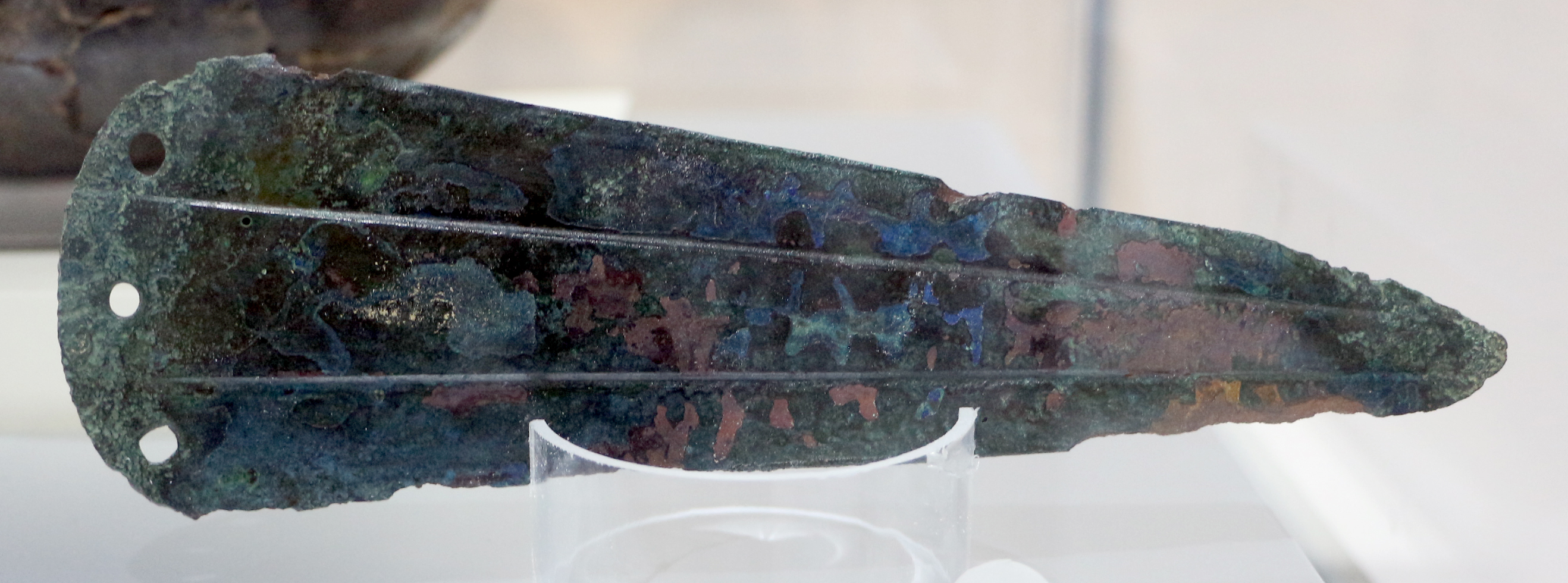
Alabarda in rame da Casanuova di San Biagio, Marsciano